# 栄丘駅

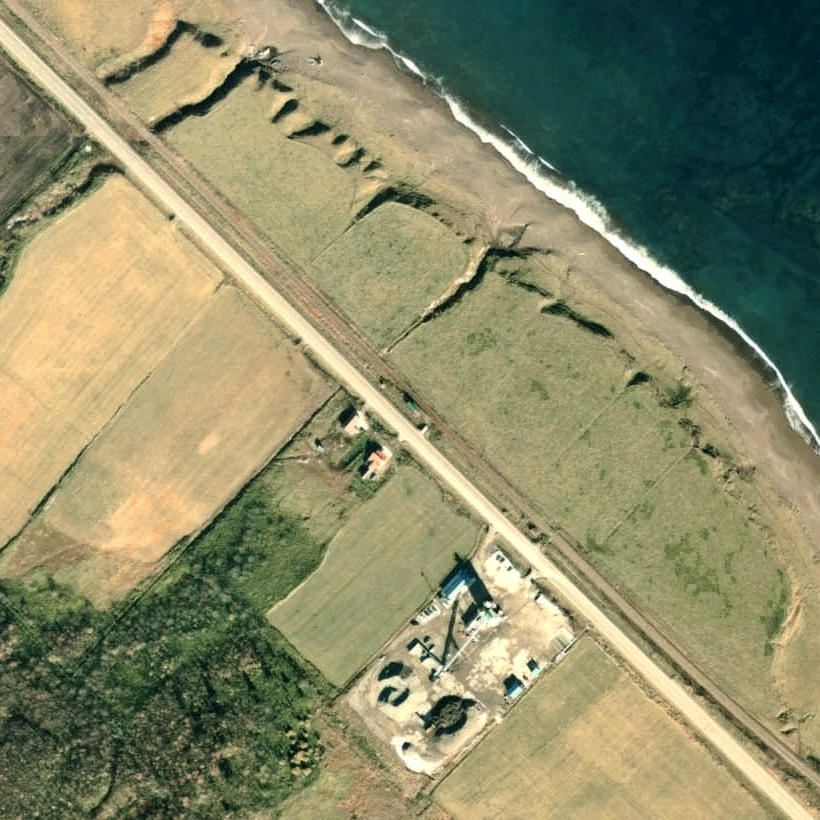
1978年の栄丘駅と周囲約500m範囲。左上が雄武方面。周囲は駅前の民家とセメント工場以外何も無い。ホームは道路側堤に接して作られた土盛りのもので、横に待合室の青い屋根が見える。防風雪の設備は無く、海からの風を真艫に受ける。

栄丘駅（さかえおかえき）は、北海道紋別郡雄武町字南雄武にかつて存在した、日本国有鉄道（国鉄）興浜南線の駅（廃駅）である。事務管理コードは▲122202。

## 歴史
- 1948年（昭和23年）7月1日 - 運輸省興浜南線の栄丘仮乗降場（局設定）として開業[1]。
- 1949年（昭和24年）6月1日 - 公共企業体である日本国有鉄道に移管。
- 1956年（昭和31年）9月20日 - 駅に昇格、栄丘駅となる[1]。旅客のみ取り扱い[1]。
- 1985年（昭和60年）7月15日 - 興浜南線の全線廃止に伴い、廃駅となる[1]。

### 駅名の由来
集落名より。1973年（昭和48年）に国鉄北海道総局が発行した『北海道　駅名の起源』では「この地は部落が栄えるように繁栄の『栄』と、見はらしの良い『丘』を合わせてつけられた」名称としている。

## 駅構造
廃止時点で、1面1線の単式ホームと線路を有する地上駅であった。ホームは、線路の北西側（雄武方面に向かって左手側）に存在した。
開業時からの無人駅であった。駅舎は存在せず、ホーム中央部分に待合所を有していた。

## 利用状況
乗車人員の推移は以下のとおり。年間の値のみ判明している年については、当該年度の日数で除した値を括弧書きで1日平均欄に示す。乗降人員のみが判明している場合は、1/2した値を括弧書きで記した。
| 年度               | 乗車人員 | 乗車人員 | 出典  | 備考 |
| 年度               | 年間     | 1日平均  | 出典  | 備考 |
| ------------------ | -------- | -------- | ----- | ---- |
| 1978年（昭和53年） |          | 13       | [ 6 ] |      |

## 駅周辺
- 国道238号
- 北紋バス「栄丘」停留所

## 駅跡
2000年（平成12年）時点で、当駅の施設は全て撤去され、駅跡は跡形も無くなっている。2010年（平成22年）時点も同様であり、原野と化している。

## 隣の駅
日本国有鉄道
興浜南線
沢木駅 - 〈元沢木仮乗降場〉 - 栄丘駅 - 〈雄武共栄仮乗降場〉 - 雄武駅